# Сімпсони (сезон 29)
Двадцять дев'ятий сезон мультсеріалу «Сімпсони» транслювався у США на телеканалі «Fox» з 1 жовтня 2017 до 20 травня 2018 року. Серіал продовжено на 29 і 30 сезони 4 листопада 2016 року. Це дозволило мультсеріалу перевершити серіал «Димок зі ствола» за кількістю серій як найдовший серіал, що виходить у прайм-тайм (це сталося з виходом серії «Forgive and Regret»).
Запрошеними зірками сезону були: Ніколай Костер-Вальдау («The Serfsons»), Мартін Шорт («Springfield Splendor»), Норман Лір («Mr. Lisa's Opus»), Ед Ширан («Haw-Haw Land») тощо.
Також:
- Келсі Греммер знову зіграв свою роль Другого Номера Боба в серії «Gone Boy», в якій Барт загубився на покинутій з 1960-х років ракетній станції і Гомер чекав допомоги від Шакіла О'Ніла[4][5][6];
- Білл Плімптон вшосте анімував диванний ґеґ («3 Scenes Plus a Tag from a Marriage»);
- в епізоді «Fears of a Clown» була сатира на роман «Воно» Стівена Кінга, а сім'я Сімпсонів у серії «Lisa Gets the Blues» вирушила до Нового Орлеану, де брала участь в JazzFest[3][7];
- також в епізоді «King Leer» представлено передісторію сім'ї Мо Сизляка[7][3][8].

## Виробництво
30 серпня 2017 року було оголошено, що давнього композитора мультсеріалу Альфа Клаузена звільнили. Серіал відмовився від живої оркестрової партитури і почав замовляти музику у компанії «Bleeding Fingers Music». Ганс Циммер і Рассел Емануель — продюсери, а виконавчий продюсер Стів Кофскі. Останньою серією Клаузена була «Whistler's Father».
У лютому 2018 року шоу взяло перерву і утрималося від виходу нових серій у цьому місяці. Це сталося через Супербоул LII в Міннеаполісі (штат Міннесота), Зимові Олімпійські ігри 2018 у Пхьончхані (Південна Корея), автогонки 2018 Daytona 500 в Дейтона-Біч (штат Флорида) і 90-у церемонію вручення нагород кінопремії «Оскар» у Голлівуді. Це другий сезон мультсеріалу, який зробив паузу в лютому, після 25 сезону.

## Нагороди та номінації
Сезон було номіновано на премію «Еммі». Серію «Gone Boy» номіновано у категорії «Найкраща анімаційна передача» 2018 року.

## Список серій
| № серії (загалом) | № серії (в сезоні) | Назва серії                                                                                        | Режисер(и)     | Сценарист(и)                                     | Оригінальна дата показу | Код серії | Глядачів в США (млн) |
| --- | ------------------ | -------------------------------------------------------------------------------------------------- | -------------- | ------------------------------------------------ | ----------------------- | --------- | -------------------- |
| 619 | 1                  | «The Serfsons» «Сьорфсони»                                                                         | Роб Олівер     | Браян Келлі                                      | 1 жовтня 2017           | WABF17    | 3,25                 |
| У чарівному Середньовічному світі мати Мардж перетворюється у Льодового Уокера, і єдиний спосіб, щоб Гомер міг дозволити собі ліки для неї — змусити Лісу використати незаконну магію. Коли король виявляє це, він викрадає Лісу і Гомер повинен очолити феодальне повстання, щоб врятувати її. Запрошені зірки: Ніколай Костер-Вальдау в ролі брата-близнюка Мардж, Біллі Бойд — виконавець пісні в кінцевих титрах |                    | |                |                                                  |                         |           |                      |
| 620 | 2                  | «Springfield Splendor» «Спрінґфілдська велич»                                                      | Метью Фонан    | Тім Лонг і Міранда Томпсон                       | 8 жовтня 2017           | WABF22    | 5,25                 |
| Мардж і Ліса перетворюють сумний життєвий досвід Ліси в успішний графічний роман, який отримує Бродвейське шоу. Однак, вони борються з творчими розбіжностями та власними его. Запрошені зірки: Мартін Шорт в ролі Ґатрі Френеля; Рейчел Блум в ролі терапевтки Анет; Роз Част, Елісон Бекдель, Марджан Сатрапі та Ден Гармон в ролі самих себе |                    | |                |                                                  |                         |           |                      |
| 621 | 3                  | «Whistler's Father» «Батько свистунки»                                                             | Метью Фонан    | Том Гамміль і Макс Просс                         | 15 жовтня 2017          | WABF16    | 2,91                 |
| Гомер виявляє, що у Меґґі талант до свистіння, і запускає її кар'єру знаменитості. Тим часом Мардж вражає Жирного Тоні своїм смаком дизайну інтер'єру, і він наймає її, щоб стилізувати свій бордель. Запрошені зірки: Нік Фасітелі — виконавець всіх свистінь, Джо Мантенья в ролі Жирного Тоні, Валері Гарпер в ролі мами учасника шоу талантів |                    | |                |                                                  |                         |           |                      |
| 622 | 4                  | «Treehouse of Horror XXVIII» «Будинок жахів XXVIII»                                                | Тімоті Бейлі   | Джон Фрінк                                       | 22 жовтня 2017          | WABF18    | 3,66                 |
| «The Exor-Sis» (укр. «Екзор-Сістер») — Меґґі стає одержима древнім демоном Пазузу. «Coralisa» (укр. «Кораліса») — Ліса разом зі Сніжком V виявляє страшну/ідеальну версію своєї сім'ї в альтернативній реальності. «MMM… Homer» (укр. «МММ…Гомер») — Гомер каннібалізує себе після того, як у нього закінчується їжа, а Мардж і діти знаходяться далеко від дому. Запрошені зірки: Бен Деніелс в ролі католицького священика, Вільям Фрідкін в ролі доктора Кеннета Хамфріса, Ніл Ґейман в ролі Сніжка V, Маріо Баталі в ролі самого себе |                    | |                |                                                  |                         |           |                      |
| 623 | 5                  | «Grampy Can Ya Hear Me» «Дідусь може почути мене»                                                  | Боб Андерсон   | Білл Оденкерк                                    | 5 листопада 2017        | WABF19    | 2,86                 |
| Дідусь Сімпсон отримує слуховий апарат і, нарешті, чує все, що говорили про нього. Тим часом Сеймур Скіннер виявляє, що його мати приховувала від нього секретний лист. |                    | |                |                                                  |                         |           |                      |
| 624 | 6                  | «The Old Blue Mayor She Ain't What She Used to Be» «Стара синя мер не така, якою вона була раніше» | Метью Настюк   | Том Гамміль і Макс Просс                         | 12 листопада 2017       | WABF20    | 4,75                 |
| Розчарована місцевим урядом, Мардж вирішує балотуватися на пост мера. Щоб завоювати громадську підтримку, вона починає робити Гомера об'єктом своїх жартів. |                    | |                |                                                  |                         |           |                      |
| 625 | 7                  | «Singin' In The Lane» «Співаючи на доріжці»                                                        | Майкл Полчіно  | Раян Кох                                         | 19 листопада 2017       | WABF21    | 2,67                 |
| Гомер з друзями возз'єднують свою стару команду для боулінгу, щоб підняти настрій Мо, але вони вступають в жорстоку конкуренцію з командою зарозумілих мільйонерів. Тим часом Ліса і Мардж намагаються навчити Барта, що гроші — це ще не все. |                    | |                |                                                  |                         |           |                      |
| 626 | 8                  | «Mr. Lisa's Opus» «Опус Ліси»                                                                      | Стівен Дін Мур | Ел Джін                                          | 3 грудня 2017           | XABF01    | 4,28                 |
| Версія «Бартності» з Лісою у головній ролі. Майбутня Ліса в коледжі пише своє есе для вступу до Гарвардського університету, і вона згадує минулі дні народження, які розчаровували, але допомогли сформувати її. Тим часом Нед Фландерс намагається вилікувати Гомера від його проблеми з алкоголем. Запрошені зірки: Кіпп Леннон в ролі Леона Камповскі, Джон Ловітц в ролі Арті Зіффа, Валері Гарпер в ролі місс Майлз, Кет Деннінгс в ролі Валері, Норман Лір в ролі самого себе                                                       |                    | |                |                                                  |                         |           |                      |
| 627 | 9                  | «Gone Boy» «Загублений»                                                                            | Роб Олівер     | Джон Фрінк                                       | 10 грудня 2017          | XABF02    | 6,06                 |
| Коли Барт зникає, місто збирає пошукову групу, щоб знайти його. Після того, як більшість відмовляється від надії, Другий Номер Боб маніпулює Мілгаусом, щоб виявити, де ховається Барт. Запрошені зірки: Келсі Греммер в ролі Другого Номера Боба, Валері Гарпер в ролі медсестри головної лікарні, Шакіл О'Ніл в ролі самого себе, Джон Кеннеді (архівні записи) |                    | |                |                                                  |                         |           |                      |
| 628 | 10                 | «Haw-Haw Land» «Ха-Ха Ленд»                                                                        | Боб Андерсон   | Тім Лонг і Міранда Томпсон                       | 7 січня 2018            | XABF03    | 6,95                 |
| Коли Сімпсони приходять на конференцію STEM, Ліса потрапляє на наспівуючого джазового піаніста на ім'я Брендан, який її вражає, через що Нельсон ревнує і намагається завоювати її. Тим часом Барт виявляє, що у нього є схильність до хімії. Запрошені зірки: Ед Ширан в ролі Брендана |                    | |                |                                                  |                         |           |                      |
| 629 | 11                 | «Frink Gets Testy» «Фрінк тестує»                                                                  | Кріс Клементс  | Ден Веббер                                       | 14 січня 2018           | XABF04    | 8,04                 |
| Містер Бернс будує ковчег кінця світу після того, як він вважає, що кінець світу наближається, коли він бачить старе шоу Орсона Веллса про Нострадамуса. Через це Бернс ставить задачу професору Фрінку придумати новий спосіб тестування всіх у Спрінґфілді для того, щоб визначити, хто гідний разом з ним вирушити на космічному кораблі для порятунку. Результати вражають сім'ю Сімпсонів… Запрошені зірки: Моріс ЛаМарш в ролі Орсона Веллса, Валері Гарпер в ролі інспекторки Кларксон                                             |                    | |                |                                                  |                         |           |                      |
| 630 | 12                 | «Homer Is Where the Art Isn't» «Гомер — там, де немає мистецтва»                                   | Тімоті Бейлі   | Кевін Карен                                      | 18 березня 2018         | XABF05    | 2,1                  |
| Коли Гомера звинувачують в крадіжці картини Жуана Міро на мільйон доларів, тільки детектив 1970-х років може очистити його ім’я або ж відправити його до в’язниці… Запрошені зірки: Білл Гейдер в ролі Маначека, Сесілі Стронг в ролі Меган |                    | |                |                                                  |                         |           |                      |
| 631 | 13                 | «3 Scenes Plus a Tag from a Marriage» «3 сцени плюс тег з подружнього життя»                       | Метью Настюк   | Том Гамміль і Макс Просс                         | 25 березня 2018         | XABF06    | 2,15                 |
| Під час відвідування своєї старої квартири Гомер і Мардж розповідають історію про перехідний період від їх любові до свого життя без дітей до становлення нещасними батьками. При цьому історія рятує відносини нинішніх власників квартири. Запрошені зірки: Джей Кей Сіммонс в ролі Джей Джея Грубого; Кевін Поллак в ролі Росса, продавця магазину бубликів і професора Тернструма; Джон Белдесарі в ролі самого себе |                    | |                |                                                  |                         |           |                      |
| 632 | 14                 | «Fears of a Clown» «Страхи клоуна»                                                                 | Стівен Дін Мур | Майкл Прайс                                      | 1 квітня 2018           | XABF08    | 2,06                 |
| Барт влаштовує жарт з використанням клоунських масок, за що його відправляють у ребілітаційний центр. Після цього все місто в жаху від клоунів. Через це Клоун Красті втрачає роботу. Він пробує себе в регіональному театрі в якості драматичного актора для вистави «The Salesman's Bad Day» (укр. «Халепа комівояжера») режисера Ллевелліна Сінклера. Запрошені зірки: Джон Ловітц в ролі Ллевелліна Сінклера, Енді Дейлі в ролі судді Дауда, Джекі Мейсон в ролі Хайма Крастовскі, Даміан Кулаш та Тім Нордвінд в ролі самих себе     |                    | |                |                                                  |                         |           |                      |
| 633 | 15                 | «No Good Read Goes Unpunished» «Жодне гарне читання не залишається безкарним»                      | Марк Кіркланд  | Джефф Вестбрук                                   | 8 квітня 2018           | XABF07    | 2,15                 |
| У спробі зібрати сім'ю разом, Мардж змушує всіх здати свої електронні пристрої і здійснити поїздку в книжковий магазин. В результаті Барт використовує військову книгу «Мистецтво війни» для контролю над Гомером, а Мардж виявляє, що її колишня улюблена авторка зараз сприймається образливо і неприйнятно. Запрошені зірки: Джиммі О. Ян в ролі Сунь-цзи, Денієл Редкліфф в ролі самого себе |                    | |                |                                                  |                         |           |                      |
| 634 | 16                 | «King Leer» «Король Злісний Погляд»                                                                | Кріс Клементс  | Деніел Фурлонг і Зак Познер                      | 15 квітня 2018          | XABF10    | 2,26                 |
| Гомер і Мардж переслідують Мо після того, як його таверна закривається рано, і виявляють, що він бореться зі своїм батьком. Дізнавшись, що Мо був відлучений від сім'ї протягом багатьох років, Сімпсони намагаються повернути їх разом. Запрошені зірки: Рей Ліотта в ролі Морті Сизляка, батька Мо; Дебі Мейзар в ролі Міні Сизляк, сестри Мо; Джонатан Шмок в ролі Джонні Бермуди |                    | |                |                                                  |                         |           |                      |
| 635 | 17                 | «Lisa Gets the Blues» «Ліса грає блюз»                                                             | Боб Андерсон   | Девід Сільверман і Браян Келлі                   | 22 квітня 2018          | XABF11    | 2,19                 |
| Спочатку вчитель музики Ліси каже їй, що вона — просто велика риба в маленькому ставку, і що вона — не дуже хороший музикант. Пізніше, коли рейс Сімпсонів у Гейнсвіль був перенаправлений у Новий Орлеан, Ліса змушена зіткнутися зі своїми невдачами і повернути собі, як джазовому музиканту, впевненість для участі в JazzFest. Тим часом Барт зацікавлений вуду в Луїзіані, а Гомер — випивкою. Запрошені зірки: Trombone Shorty в ролі самого себе                                                                                  |                    | |                |                                                  |                         |           |                      |
| 636 | 18                 | «Forgive and Regret» «Пробач і пожалкуй»                                                           | Роб Олівер     | Білл Оденкерк                                    | 29 квітня 2018          | XABF09    | 2,47                 |
| Коли дідусь Сімпсон перебуває в передсмертному стані, Гомер прощає його за нечесність у минулому. Однак, після одужання батька, Гомер усвідомлює, що з цим буде нелегко змиритися. Запрошені зірки: Гленн Клоуз в ролі Мони Сімпсон |                    | |                |                                                  |                         |           |                      |
| 637 | 19                 | «Left Behind» «Залишений»                                                                          | Ленс Крамер    | Сюжет: Ел Джін Сценарій: Джоел Коен і Джон Фрінк | 6 травня 2018           | XABF12    | 2,15                 |
| Гомер допомагає Фландерсу влаштуватися на роботу на атомній станції, проте незабаром він дізнається, що жодна добра справа не залишається безкарною, коли Нед починає наполягати на карпулінгу і вимагає більшої продуктивності від роботи Гомера. Запрошені зірки: Марсія Воллес в ролі Едни Крабапель (архівні записи з серії «Bart Gets a “Z”») |                    | |                |                                                  |                         |           |                      |
| 638 | 20                 | «Throw Grampa from the Dane» «Скинь дідуся з данця»                                                | Майкл Полчіно  | Роб Лазебник                                     | 13 травня 2018          | XABF13    | 2,14                 |
| Отримавши страхову виплату, Сімпсони вирушають до Данії, де дідусь Сімпсон може скористатися безкоштовним медичним обслуговуванням цієї країни. Запрошені зірки: Сідсе Бабетт Кнудсен в ролі данки |                    | |                |                                                  |                         |           |                      |
| 639 | 21                 | «Flanders' Ladder» «Драбина Фландерса»                                                             | Метью Настюк   | Дж. Стюарт Бернс                                 | 20 травня 2018          | XABF14    | 2,1                  |
| Після ураження блискавкою, Барта відвідують привиди, які хочуть відплати. І тільки хлопчик може допомогти їм у цьому. Запрошені зірки: Джекі Мейсон в ролі Хайма Крастовскі |                    | |                |                                                  |                         |           |                      |

## Показ в Україні
В Україні прем'єрний показ сезону здійснював телеканал «НЛО TV» з 4 червня до 3 липня 2018 року.
| №   | Назва серії                                      | Показ в Україні |
| --- | ------------------------------------------------ | --------------- |
| 619 | The Serfsons                                     | 4 червня 2018   |
| 620 | Springfield Splendor                             | 5 червня 2018   |
| 621 | Whistler's Father                                | 6 червня 2018   |
| 622 | Treehouse of Horror XXVII                        | 7 червня 2018   |
| 623 | Grampy Can Ya Hear Me                            | 8 червня 2018   |
| 624 | The Old Blue Mayor She Ain't What She Used to Be | 11 червня 2018  |
| 625 | Singin' In The Lane                              | 12 червня 2018  |
| 626 | Mr. Lisa's Opus                                  | 13 червня 2018  |
| 627 | Gone Boy                                         | 14 червня 2018  |
| 628 | Haw-Haw Land                                     | 15 червня 2018  |
| 629 | Frink Gets Testy                                 | 18 червня 2018  |
| 630 | Homer Is Where the Art Isn't                     | 19 червня 2018  |
| 631 | 3 Scenes Plus a Tag from a Marriage              | 20 червня 2018  |
| 632 | Fears of a Clown                                 | 22 червня 2018  |
| 633 | No Good Read Goes Unpunished                     | 21 червня 2018  |
| 634 | King Leer                                        | 26 червня 2018  |
| 635 | Lisa Gets the Blues                              | 27 червня 2018  |
| 636 | Forgive and Regret                               | 25 червня 2018  |
| 637 | Left Behind                                      | 28 червня 2018  |
| 638 | Throw Grampa from the Dane                       | 2 липня 2018    |
| 639 | Flanders' Ladder                                 | 3 липня 2018    |